# Faraon

Insygnia faraona: nechacha, nemes oraz heka.

Faraon (stgr. φαραώ) – jedno z określeń władcy starożytnego Egiptu, będące zniekształconą wersją staroegipskiego Per-āa – „wielki dom”. Od XVIII dynastii termin ten zaczęto odnosić również do zarządcy tego „wielkiego domu” (pałacu), czyli władcy.

Do najwybitniejszych faraonów należeli: Chefren, Totmes III, Seti I, Ramzes II. Jedynie w przypadku czterech kobiet władczyniom przyznano godność i funkcję faraonów: Nitokris, Neferusobek, Hatszepsut i Tauseret. 
Faraon miał przynajmniej dwa imiona wpisane w kartusz: noszone od urodzenia oraz imię koronacyjne. Tworzyły one królewską tytulaturę, czyli tzw. Królewski Protokół.

## Geneza nazwy i tytulatura
| O1 · O29 |

| O1 · O29 |

Termin ten pojawił się w XVI wieku p.n.e., gdy starożytny Egipt wkroczył w okres silnej ekspansji terytorialnej pod rządami XVIII dynastii. Wywodzi się od staroegipskiego Per-āa, dosłownie oznaczającego „wielki dom”. Początkowo było to określenie siedziby (pałacu) władcy, z czasem jednak zaczęło oznaczać jego samego. 

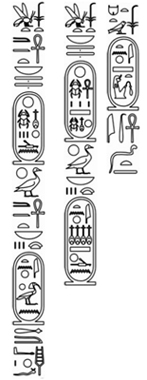
Inskrypcja z grobowca Tutanchamona (hieroglificzny zapis w ramce – kartuszu, to imię władcy)

Po zjednoczeniu kraju przez Narmera egipski władca nosił tytuł nesut-biti – Ten-który-należy-do-pszczoły-i-trzciny, bowiem w tym okresie godłem Górnego Egiptu była pszczoła, a Dolnego – trzcina. Z biegiem czasu zaczęto używać tytułu Król Górnego i Dolnego Egiptu oraz Król Południa i Król Północy.
Każdy z faraonów oficjalnie nosił pięć tzw. Wielkich Imion. Trzy pierwsze z nich do czasów XII dynastii mogły brzmieć identycznie. Dwa ostatnie zapisywano w kartuszach, czyli w wyróżniającym otoku. Są to kolejno:
- Imię Horusowe – wyrażające, iż faraon jest „żywym wcieleniem Horusa” na Ziemi. Zapisywano je w tzw. serechu, czyli prostokątnej ramce przedstawiającej schematycznie królewski pałac.
- Imię Dwóch Pań – odnoszące się do Nechbet i Uadżet, które pojawiło się w czasach króla Aha. Poprzedzane hieroglifem sępa i kobry, oznaczało władzę faraona zarówno nad Górnym, jak i Dolnym Egiptem.
- Imię Złotego Sokoła – poprzedzane hieroglifem sokoła siedzącego na złocie, które pojawiło się w czasach panowania III dynastii (jego znaczenie nie jest jasne).
- Imię tronowe – powszechnie używane imię przybierane przez faraona w momencie koronacji, które oddawało relację faraona wobec boga słońca.
- Imię własne – nadawane przy narodzinach, które mogło być modyfikowane przy rzeczywistym objęciu władzy.

W Egipcie rzymskim okresu cesarstwa w greckojęzycznym zapisie oficjalnym stosowano dla władcy standardową tytulaturę Autokrator Kaisar Sebastos (Αύτοκράτορος Καίσαρος Σεβαστός), będącą dokładnym odpowiednikiem rzymsko-łacińskiej Imperator Caesar Augustus.

## Insygnia władzy
Od poddanego mu Egipcjanina władcę odróżniały regalia – pewne oznaki ściśle zastrzeżone dla godności faraona. Egipski władca Egiptu był też specyficznie przedstawiany w sztuce: zwykle jako nierównie większy od innych postaci, występujący najczęściej w otoczeniu bogów lub w scenach zwycięstw wojennych nad nieprzyjaciółmi Egiptu.

### Nakrycia głowy
- biała korona hedżet – symbol królów Górnego Egiptu. Wysoka i biała korona, znana już z tzw. palety Namera; pozbawiona wszelkich zdobień;
- czerwona korona deszeret – niska, czerwona korona symbolizująca Dolny Egipt (zwykle władcę przedstawiano w dwóch koronach); pierwszy stwierdzony jej wizerunek to hieroglif z czasów predynastycznych;
- podwójna korona pszent – powstała jako połączenie korony czerwonej i białej symbolizujące zjednoczenie Dolnego i Górnego Egiptu. Egipska nazwa dosłownie oznacza dwie potężne; najwcześniejsze przedstawienie pochodzi z czasów I dynastii. Każda z nich (również sam władca) pozostawała pod opieką odrębnego bóstwa świętych miast: Nechen – gdzie czczono Nechbet przedstawianą pod postacią sępa, oraz Buto – gdzie czczono Uadżet wcieloną w kobrę;
- korona atef – przypominająca kształtem hedżet z dwoma strusimi piórami po bokach; powiązana z niektórymi rytuałami przynależnymi królowi (np. kultu ozyriackiego);
- błękitna korona cheperesz – w której z reguły przedstawiano faraonów w scenach wojennych. Szczególnie popularna w okresie Nowego Państwa, przypominała turban i zdobiona była drobnym deseniem z kółeczek;
- nemes – chusta w pasy (zwykle niebieskie i złote) noszona przez faraonów od czasów I dynastii; w okresie Nowego Państwa łączona z innymi koronami;
- chat – okalająca głowę biała chusta, podobna do noszonych przez m.in. boginie Izydę i Neftydę.

### Berła i laski
- berło heka – laska pasterska z zakrzywioną górną częścią (najstarsze egzemplarze znane z czasów predynastycznych);
- bicz nechacha – wywodzący się z narzędzi rolniczych i wyglądem przypominający krótki cep z ruchomą częścią w kształcie wachlarza;
- berło uas – zwykle dzierżone przez bóstwo w pozycji pionowej, ze zwierzęcą głową na szczycie, a rozdwojone u dołu.

### Inne elementy
- ureusz – symbol bogini Uadżet, przedstawiający unoszącą się kobrę i stanowiący nieodłączny element ikonografii królewskiej.
- byczy ogon – przyczepiany z tyłu do pasa faraona, prawdopodobnie symbolizujący siłę i męskość.
- usztywniona broda – o splocie przypominającym warkocz (podobne nosili bogowie, z nieco zakrzywionym końcem), nie będąca jednak elementem koniecznym.

### Galeria

Faraon w podwójnej koronie pszent
Faraon w nemes
Faraon w błękitnej koronie kopersz

## Rola w państwie
Faraon był „bogiem na ziemi”, czyli niekwestionowanym królem; należał do niebios i był pośrednikiem pomiędzy ludem a panteonem. Faraon to wcielenie Pana Niebios i żyznej ziemi Horusa, przedstawianego w postaci sokoła z rozpostartymi skrzydłami, a później również synem boga Re. Po śmierci faraona stawał się Ozyrysem. Mocno nawiązywało to do mitologii egipskiej, w której Horus władał ziemią, a Ozyrys światem zmarłych. Jak stwierdził wezyr Rechmire z czasów Totmesa III: każdy król Górnego i Dolnego Egiptu jest bogiem, dzięki wskazaniom którego możliwe jest życie, ojcem i matką wszystkich ludzi i nie ma sobie równych.
Pierwszym królem noszącym tytuł syna Re był następca Cheopsa, Dżedefre z IV dynastii. Egipski władca pełnił funkcję najwyższego kapłana, sędziego, wodza naczelnego i budowniczego świątyń. Stał na straży harmonii i porządku – Maat, co było jego głównym i najważniejszym zadaniem.
Boskość osoby króla wymagała ścisłego przestrzegania jego nietykalności. Do roli kapłanów, wskutek tego poddawanych częstym ceremoniom oczyszczającym, należało uniemożliwianie mu fizycznego kontaktu z ludźmi i przedmiotami. W odniesieniu do osoby władcy obowiązywało też odpowiednie słownictwo: on sam w wypowiedziach używał formy „Mój Majestat”, podobnie inni zwracali do „Jego Majestatu”, a wobec jego czynności używano oprócz trzeciej osoby także często formy bezosobowej (np. „wydano polecenie”).
Faraon corocznie uczestniczył w wielkim Święcie Opet – procesji barek bogów z Karnaku do Luksoru, podczas którego dokonywało się odnowienie jego władzy. Ponadto jako jedyny pośrednik między ludźmi a bogami, miał codzienny obowiązek odprawiania rytuałów w świątyni. Król miał budzić posąg boga, obmywać go i składać ofiary. W rzeczywistości jednak często zastępowali go kapłani.
Praktycznie władza faraona była realizowana poprzez urzędników, którzy organizowali i nadzorowali prace przy budowie i naprawie kanałów nawadniających, zbierali daniny od chłopów i rzemieślników, określali rodzaj i wielkość upraw, w imieniu faraona sądzili przestępców. Ustrój państwa oparty na władzy faraona określić można jako monarchię despotyczną opartą na teokracji.
W okresie rzymskim żaden z aktualnie panujących cesarzy nie koronował się oficjalnie jako faraon, choć w dekoracjach sztuki świątynnej często występują w stroju faraonów w scenach składania ofiar bogom egipskim. Łączyło się to ze zmianą roli i upadkiem znaczenia roli kolegiów kapłańskich poddanych rzymskiej kontroli, których poparcie dla władzy cesarskiej było zbędne. W Egipcie stanowiącym od czasów Augusta wydzieloną prowincję cesarską (gdzie senatorowie nie mieli prawa wstępu bez specjalnego zezwolenia), faktyczną władzę Rzymu reprezentował w Aleksandrii namiestnik – mianowany spośród ekwitów prefekt Egiptu (praefectus Aegypti, później dux Aegypti) jako praefectus Augustalis, tj. sprawujący ją w imieniu samego cesarza.

## Święto sed
Najważniejszym świętem królewskim było tzw. święto trzydziestolecia (heb sed). Uroczystość miała charakter rytualnej odnowy sił króla po wieloletnim panowaniu: wierzono, iż z wiekiem zarówno pierwiastek ludzki, jak i boski we władcy mógł osłabnąć i ceremonia miała na celu zaradzenie temu. Święto, nazywane też niekiedy „jubileuszem królewskim”, początkowo odbywało się po długim okresie panowania władcy, ostatecznie jednak przyjęto, że powinno się odbywać co najmniej raz na trzydzieści lat. Przebieg rytuału nie jest całkowicie jasny. Prawdopodobnie obejmował ponowną koronację i ponowne objęcie władzy nad Górnym i Dolnym Egiptem. W trakcie uroczystości faraon rodził się na nowo jako istota „w pełni boska”; nie miało to jednak charakteru stałego, stąd powtarzalność odbywanego rytuału.
W niektórych źródłach święto to nosi nazwę Opet.

## Polityka budowlana
Działalność architektoniczna była ważnym elementem składowym rządów faraona. Poprzez stawianie nowych budowli demonstrował on swą troskę o losy świata, spełniając obowiązek zarówno wobec ludzi, jak i bóstw. Stawianie kolejnych monumentalnych budowli miało podtrzymywać na świecie maat. W świątyni Hatszepsut zachowały się słowa, jakie rzekomo miał wypowiedzieć do niej Amon: kiedy jeszcze byłaś jako ta, która jest w swoim gnieździe (w wieku młodzieńczym), wiedziałem, że uczynisz dla mnie monumenty i wypełnisz dla mnie moją świątynię wszystkim tym, co jest dobre z Obu Krajów.
Wznosząc budowle król potwierdzał swe prawo do tronu. Jego dzieła miały być zawsze potężniejsze, niż stworzone przez jego poprzedników. Faktycznie jednak to, jakie budowle powstawały było zależne od sytuacji w państwie. W bogatych okresach powstawały wielkie dzieła, a w trakcie Okresów Przejściowych tworzenie monumentów nie było dla władców kluczowe.
Od czasów Średniego Państwa faraonowie nakazywali umieszczać na ścianach dedykacje, wskazujące kto i dla kogo stworzył dany budynek. Z czasem zaczęły się tam pojawiać inne informacje, dzięki czemu obecnie dość dobrze wiadomo, w jakim celu powstała część z zachowanych budowli.
W powszechnym odbiorze cesarze rzymscy, podobnie jak władcy ptolemejscy i perscy, nadal spełniali utrwaloną tradycją rolę faraonów, m.in. prowadząc przypisaną im sakralną działalność budowlaną.